# Lista över fornlämningar i Gotlands kommun (Fröjel)
Lista över fornlämningar i Gotlands kommun (Fröjel) är en förteckning av ett urval av de fornlämningar som finns i Fröjel i Gotlands kommun.
| Namn                                 | Lämningstyp                      | Tillkomsttid | Historisk indelning | Plats | Läge                 | ID-nr          | Bild                                      |
| ------------------------------------ | -------------------------------- | ------------ | ------------------- | ----- | -------------------- | -------------- | ----------------------------------------- |
| Fröjel 1:1                           | Stenkrets                        |              | Fröjel, Gotland     |       | 57.357971, 18.189484 | 10091900010001 | Ladda upp en bild av detta fornminne      |
| Fröjel 2:1                           | Stensättning                     |              | Fröjel, Gotland     |       | 57.359030, 18.191404 | 10091900020001 | Ladda upp en bild av detta fornminne      |
| Fröjel 3:1                           | Stensättning                     |              | Fröjel, Gotland     |       | 57.359064, 18.193278 | 10091900030001 | Ladda upp en bild av detta fornminne      |
| Fröjel 4:1                           | Stensättning                     |              | Fröjel, Gotland     |       | 57.358582, 18.195614 | 10091900040001 | Ladda upp en bild av detta fornminne      |
| Fröjel 5:1                           | Röse                             |              | Fröjel, Gotland     |       | 57.359137, 18.198192 | 10091900050001 | Ladda upp en bild av detta fornminne      |
| Fröjel 6:1                           | Stensättning                     |              | Fröjel, Gotland     |       | 57.359573, 18.198319 | 10091900060001 | Ladda upp en bild av detta fornminne      |
| Fröjel 7:1                           | Stensättning                     |              | Fröjel, Gotland     |       | 57.356414, 18.200663 | 10091900070001 | Ladda upp en bild av detta fornminne      |
| Fröjel 8:1                           | Fornborg                         |              | Fröjel, Gotland     |       | 57.357672, 18.209208 | 10091900080001 | Ladda upp en bild av detta fornminne      |
| Fröjel 8:2                           | Stensättning                     |              | Fröjel, Gotland     |       | 57.357829, 18.209324 | 10091900080002 | Ladda upp en bild av detta fornminne      |
| Fröjel 8:3                           | Stensättning                     |              | Fröjel, Gotland     |       | 57.357301, 18.209277 | 10091900080003 | Ladda upp en bild av detta fornminne      |
| Gannarve skeppssättning (Fröjel 9:1) | Stenkrets                        |              | Fröjel, Gotland     |       | 57.347823, 18.192249 | 10091900090001 | Ladda upp en till bild av detta fornminne |
| Fröjel 9:2                           | Stenkrets                        |              | Fröjel, Gotland     |       | 57.348314, 18.192623 | 10091900090002 | Ladda upp en till bild av detta fornminne |
| Fröjels kastal (Fröjel 11:1)         | Borg                             |              | Fröjel, Gotland     |       | 57.336299, 18.189405 | 10091900110001 | Ladda upp en till bild av detta fornminne |
| Härstajn, Höje-stenen (Fröjel 12:1)  | Bildristning                     |              | Fröjel, Gotland     |       | 57.365074, 18.217298 | 10091900120001 | Ladda upp en till bild av detta fornminne |
| Fröjel 13:1                          | Gravfält                         |              | Fröjel, Gotland     |       | 57.345945, 18.241253 | 10091900130001 | Ladda upp en bild av detta fornminne      |
| Fröjel 14:1                          | Hällristning                     |              | Fröjel, Gotland     |       | 57.343496, 18.259330 | 11100000000591 | Ladda upp en bild av detta fornminne      |
| Fröjel 15:1                          | Gravfält                         |              | Fröjel, Gotland     |       | 57.341898, 18.253431 | 10091900150001 | Ladda upp en bild av detta fornminne      |
| Fröjel 16:1                          | Gravfält                         |              | Fröjel, Gotland     |       | 57.337865, 18.263316 | 10091900160001 | Ladda upp en bild av detta fornminne      |
| Fröjel 17:2                          | Stensättning                     |              | Fröjel, Gotland     |       | 57.339673, 18.274095 | 10091900170002 | Ladda upp en bild av detta fornminne      |
| Fröjel 18:1                          | Stensättning                     |              | Fröjel, Gotland     |       | 57.326648, 18.192926 | 10091900180001 | Ladda upp en bild av detta fornminne      |
| Fröjel 19:1                          | Grav markerad av sten/block      |              | Fröjel, Gotland     |       | 57.319413, 18.174049 | 10091900190001 | Ladda upp en bild av detta fornminne      |
| Fröjel 20:1                          | Husgrund, förhistorisk/medeltida |              | Fröjel, Gotland     |       | 57.317768, 18.183201 | 10091900200001 | Ladda upp en bild av detta fornminne      |
| Fröjel 21:1                          | Husgrund, förhistorisk/medeltida |              | Fröjel, Gotland     |       | 57.321509, 18.192784 | 10091900210001 | Ladda upp en bild av detta fornminne      |
| Fröjel 21:2                          | Husgrund, förhistorisk/medeltida |              | Fröjel, Gotland     |       | 57.321445, 18.192668 | 10091900210002 | Ladda upp en bild av detta fornminne      |
| Fröjel 22:1                          | Stensättning                     |              | Fröjel, Gotland     |       | 57.314547, 18.200035 | 10091900220001 | Ladda upp en bild av detta fornminne      |
| Fröjel 23:2                          | Stensättning                     |              | Fröjel, Gotland     |       | 57.310385, 18.202656 | 10091900230002 | Ladda upp en bild av detta fornminne      |
| Fröjel 24:1                          | Gravfält                         |              | Fröjel, Gotland     |       | 57.311727, 18.218396 | 10091900240001 | Ladda upp en bild av detta fornminne      |
| Fröjel 25:1                          | Stensättning                     |              | Fröjel, Gotland     |       | 57.319084, 18.216290 | 10091900250001 | Ladda upp en bild av detta fornminne      |
| Fröjel 26:1                          | Stensättning                     |              | Fröjel, Gotland     |       | 57.318355, 18.215747 | 10091900260001 | Ladda upp en bild av detta fornminne      |
| Fröjel 27:1                          | Husgrund, förhistorisk/medeltida |              | Fröjel, Gotland     |       | 57.317696, 18.185532 | 10091900270001 | Ladda upp en bild av detta fornminne      |
| Fröjel 28:1                          | Stensättning                     |              | Fröjel, Gotland     |       | 57.332281, 18.283762 | 10091900280001 | Ladda upp en bild av detta fornminne      |
| Fröjel 29:1                          | Gravfält                         |              | Fröjel, Gotland     |       | 57.325215, 18.260441 | 10091900290001 | Ladda upp en bild av detta fornminne      |
| Fröjel 30:1                          | Gravfält                         |              | Fröjel, Gotland     |       | 57.327892, 18.259938 | 10091900300001 | Ladda upp en bild av detta fornminne      |
| Vallhagar (Fröjel 31:1)              | Grav- och boplatsområde          |              | Fröjel, Gotland     |       | 57.338303, 18.229618 | 10091900310001 | Ladda upp en till bild av detta fornminne |
| Fröjel 32:1                          | Husgrund, förhistorisk/medeltida |              | Fröjel, Gotland     |       | 57.319086, 18.226904 | 11000000000819 | Ladda upp en bild av detta fornminne      |
| Fröjel 34:1                          | Stensättning                     |              | Fröjel, Gotland     |       | 57.329768, 18.294192 | 10091900340001 | Ladda upp en bild av detta fornminne      |
| Fröjel 37:1                          | Husgrund, förhistorisk/medeltida |              | Fröjel, Gotland     |       | 57.354270, 18.274894 | 10091900370001 | Ladda upp en bild av detta fornminne      |
| Fröjel 37:2                          | Husgrund, förhistorisk/medeltida |              | Fröjel, Gotland     |       | 57.354270, 18.274525 | 10091900370002 | Ladda upp en bild av detta fornminne      |
| Fröjel 38:1                          | Hällristning                     |              | Fröjel, Gotland     |       | 57.352945, 18.270117 | 11100000000594 | Ladda upp en bild av detta fornminne      |
| Fröjel 38:2                          | Hällristning                     |              | Fröjel, Gotland     |       | 57.352917, 18.270250 | 11100000000595 | Ladda upp en bild av detta fornminne      |
| Fröjel 39:1                          | Gravfält                         |              | Fröjel, Gotland     |       | 57.328814, 18.260986 | 10091900390001 | Ladda upp en bild av detta fornminne      |
| Sälle gravfält (Fröjel 40:1)         | Gravfält                         |              | Fröjel, Gotland     |       | 57.329291, 18.226414 | 10091900400001 | Ladda upp en till bild av detta fornminne |
| Fröjel 41:1                          | Gravfält                         |              | Fröjel, Gotland     |       | 57.331612, 18.283350 | 10091900410001 | Ladda upp en bild av detta fornminne      |
| Fröjel 42:1                          | Stensättning                     |              | Fröjel, Gotland     |       | 57.337888, 18.256395 | 10091900420001 | Ladda upp en bild av detta fornminne      |
| Fröjel 43:1                          | Fornborg                         |              | Fröjel, Gotland     |       | 57.333689, 18.193671 | 11000000000833 | Ladda upp en bild av detta fornminne      |
| Fröjel 43:2                          | Gravfält                         |              | Fröjel, Gotland     |       | 57.333512, 18.194358 | 10091900430002 | Ladda upp en bild av detta fornminne      |
| Fröjel 43:3                          | Husgrund, förhistorisk/medeltida |              | Fröjel, Gotland     |       | 57.333585, 18.194324 | 10091900430003 | Ladda upp en bild av detta fornminne      |
| Fröjel 66:1                          | Gravfält                         |              | Fröjel, Gotland     |       | 57.313843, 18.239928 | 10091900660001 | Ladda upp en bild av detta fornminne      |
| Fröjel 72:1                          | Stensättning                     |              | Fröjel, Gotland     |       | 57.347650, 18.188244 | 10091900720001 | Ladda upp en bild av detta fornminne      |
| Fröjel 91:1                          | Stensättning                     |              | Fröjel, Gotland     |       | 57.352854, 18.212963 | 10091900910001 | Ladda upp en bild av detta fornminne      |
| Fröjel 92:2                          | Stensättning                     |              | Fröjel, Gotland     |       | 57.353242, 18.212495 | 10091900920002 | Ladda upp en bild av detta fornminne      |
| Fröjel 93:1                          | Gravfält                         |              | Fröjel, Gotland     |       | 57.327942, 18.224929 | 10091900930001 | Ladda upp en bild av detta fornminne      |
| Fröjel 106:1                         | Stensättning                     |              | Fröjel, Gotland     |       | 57.334454, 18.262466 | 10091901060001 | Ladda upp en bild av detta fornminne      |
| Fröjel 108:2                         | Stensättning                     |              | Fröjel, Gotland     |       | 57.343667, 18.255998 | 10091901080002 | Ladda upp en bild av detta fornminne      |
| Fröjel 110:1                         | Stensättning                     |              | Fröjel, Gotland     |       | 57.328351, 18.261538 | 10091901100001 | Ladda upp en bild av detta fornminne      |
| Fröjel 112:1                         | Stensättning                     |              | Fröjel, Gotland     |       | 57.344847, 18.284196 | 10091901120001 | Ladda upp en bild av detta fornminne      |
| Fröjel 112:2                         | Stensättning                     |              | Fröjel, Gotland     |       | 57.344740, 18.284240 | 10091901120002 | Ladda upp en bild av detta fornminne      |
| Fröjel 113:1                         | Hällristning                     |              | Fröjel, Gotland     |       | 57.344925, 18.284492 | 11100000000247 | Ladda upp en bild av detta fornminne      |
| Fröjel 115:1                         | Gravfält                         |              | Fröjel, Gotland     |       | 57.348233, 18.285235 | 10091901150001 | Ladda upp en bild av detta fornminne      |
| Fröjel 119:1                         | Stensättning                     |              | Fröjel, Gotland     |       | 57.351338, 18.288683 | 10091901190001 | Ladda upp en bild av detta fornminne      |
| Fröjel 121:1                         | Stensättning                     |              | Fröjel, Gotland     |       | 57.333741, 18.222633 | 10091901210001 | Ladda upp en bild av detta fornminne      |
| Fröjel 122:2                         | Husgrund, förhistorisk/medeltida |              | Fröjel, Gotland     |       | 57.339209, 18.272834 | 10091901220002 | Ladda upp en bild av detta fornminne      |
| Fröjel 122:3                         | Husgrund, förhistorisk/medeltida |              | Fröjel, Gotland     |       | 57.339328, 18.272554 | 10091901220003 | Ladda upp en bild av detta fornminne      |
| Fröjel 126:1                         | Stensättning                     |              | Fröjel, Gotland     |       | 57.359122, 18.273930 | 10091901260001 | Ladda upp en bild av detta fornminne      |
| Fröjel 126:2                         | Stensättning                     |              | Fröjel, Gotland     |       | 57.359020, 18.273976 | 10091901260002 | Ladda upp en bild av detta fornminne      |
| Fröjel 147:1                         | Husgrund, förhistorisk/medeltida |              | Fröjel, Gotland     |       | 57.344556, 18.272036 | 10091901470001 | Ladda upp en bild av detta fornminne      |
| Fröjel 149:1                         | Gravfält                         |              | Fröjel, Gotland     |       | 57.344268, 18.270291 | 10091901490001 | Ladda upp en bild av detta fornminne      |
| Fröjel 153:1                         | Husgrund, förhistorisk/medeltida |              | Fröjel, Gotland     |       | 57.350171, 18.268690 | 10091901530001 | Ladda upp en bild av detta fornminne      |
| Fröjel 153:2                         | Husgrund, förhistorisk/medeltida |              | Fröjel, Gotland     |       | 57.349556, 18.269835 | 10091901530002 | Ladda upp en bild av detta fornminne      |
| Fröjel 153:3                         | Husgrund, förhistorisk/medeltida |              | Fröjel, Gotland     |       | 57.349297, 18.270085 | 10091901530003 | Ladda upp en bild av detta fornminne      |
| Fröjel 161:1                         | Husgrund, förhistorisk/medeltida |              | Fröjel, Gotland     |       | 57.338126, 18.249507 | 10091901610001 | Ladda upp en bild av detta fornminne      |
| Fröjel 161:2                         | Husgrund, förhistorisk/medeltida |              | Fröjel, Gotland     |       | 57.337921, 18.249336 | 10091901610002 | Ladda upp en bild av detta fornminne      |
| Fröjel 161:3                         | Husgrund, förhistorisk/medeltida |              | Fröjel, Gotland     |       | 57.337776, 18.249536 | 10091901610003 | Ladda upp en bild av detta fornminne      |
| Fröjel 163:1                         | Stensättning                     |              | Fröjel, Gotland     |       | 57.329087, 18.253680 | 10091901630001 | Ladda upp en bild av detta fornminne      |
| Fröjel 169:1                         | Stensättning                     |              | Fröjel, Gotland     |       | 57.343180, 18.217675 | 10091901690001 | Ladda upp en bild av detta fornminne      |
| Fröjel 169:2                         | Stensättning                     |              | Fröjel, Gotland     |       | 57.343262, 18.217805 | 10091901690002 | Ladda upp en bild av detta fornminne      |
| Fröjel 169:3                         | Stensättning                     |              | Fröjel, Gotland     |       | 57.343305, 18.217662 | 10091901690003 | Ladda upp en bild av detta fornminne      |
| Fröjel 178:1                         | Gravfält                         |              | Fröjel, Gotland     |       | 57.335122, 18.229528 | 10091901780001 | Ladda upp en bild av detta fornminne      |
| Fröjel 181:1                         | Stensättning                     |              | Fröjel, Gotland     |       | 57.364853, 18.210860 | 10091901810001 | Ladda upp en bild av detta fornminne      |
| Fröjel 181:2                         | Stensättning                     |              | Fröjel, Gotland     |       | 57.364929, 18.210975 | 10091901810002 | Ladda upp en bild av detta fornminne      |
| Fröjel 185:1                         | Hällristning                     |              | Fröjel, Gotland     |       | 57.331483, 18.176012 | 11100000000267 | Ladda upp en bild av detta fornminne      |
| Fröjel 186:1                         | Hällristning                     |              | Fröjel, Gotland     |       | 57.332101, 18.177443 | 11100000000268 | Ladda upp en bild av detta fornminne      |
| Fröjel 186:2                         | Hällristning                     |              | Fröjel, Gotland     |       | 57.331954, 18.177704 | 11100000000269 | Ladda upp en bild av detta fornminne      |
| Fröjel 188:1                         | Grav- och boplatsområde          |              | Fröjel, Gotland     |       | 57.336845, 18.185260 | 11000000000862 | Ladda upp en bild av detta fornminne      |
| Fröjel 191:1                         | Stensättning                     |              | Fröjel, Gotland     |       | 57.365857, 18.207520 | 10091901910001 | Ladda upp en bild av detta fornminne      |
| Fröjel 192:1                         | Stensättning                     |              | Fröjel, Gotland     |       | 57.364902, 18.207340 | 10091901920001 | Ladda upp en bild av detta fornminne      |
| Fröjel 193:1                         | Röse                             |              | Fröjel, Gotland     |       | 57.364852, 18.205706 | 10091901930001 | Ladda upp en bild av detta fornminne      |
| Fröjel 193:2                         | Stensättning                     |              | Fröjel, Gotland     |       | 57.364911, 18.205216 | 10091901930002 | Ladda upp en bild av detta fornminne      |
| Fröjel 194:1                         | Stensättning                     |              | Fröjel, Gotland     |       | 57.363985, 18.204856 | 10091901940001 | Ladda upp en bild av detta fornminne      |
| Fröjel 194:2                         | Stensättning                     |              | Fröjel, Gotland     |       | 57.364085, 18.205064 | 10091901940002 | Ladda upp en bild av detta fornminne      |
| Fröjel 195:1                         | Stensättning                     |              | Fröjel, Gotland     |       | 57.367138, 18.203688 | 10091901950001 | Ladda upp en bild av detta fornminne      |
| Fröjel 197:1                         | Gravfält                         |              | Fröjel, Gotland     |       | 57.321466, 18.197498 | 12000000010160 | Ladda upp en bild av detta fornminne      |
| Fröjel 198:1                         | Stensättning                     |              | Fröjel, Gotland     |       | 57.321481, 18.195217 | 12000000010159 | Ladda upp en bild av detta fornminne      |
| Fröjel 202:1                         | Stensättning                     |              | Fröjel, Gotland     |       | 57.364968, 18.207514 | 12000000010198 | Ladda upp en bild av detta fornminne      |
| Fröjel 203:1                         | Stensättning                     |              | Fröjel, Gotland     |       | 57.365086, 18.207744 | 12000000010195 | Ladda upp en bild av detta fornminne      |
| Fröjel 206:1                         | Husgrund, förhistorisk/medeltida |              | Fröjel, Gotland     |       | 57.355742, 18.206520 | 12000000010191 | Ladda upp en bild av detta fornminne      |
| Fröjel 213:1                         | Gravfält                         |              | Fröjel, Gotland     |       | 57.345449, 18.216050 | 12000000010284 | Ladda upp en bild av detta fornminne      |
| Fröjel 217:1                         | Stensättning                     |              | Fröjel, Gotland     |       | 57.361830, 18.257094 | 12000000010396 | Ladda upp en bild av detta fornminne      |
| Fröjel 220:1                         | Stensättning                     |              | Fröjel, Gotland     |       | 57.315126, 18.196920 | 12000000010167 | Ladda upp en bild av detta fornminne      |
| Fröjel 227:1                         | Kvarn                            |              | Fröjel, Gotland     |       | 57.335944, 18.297666 | 12000000010237 | Ladda upp en bild av detta fornminne      |
| Fröjel 228:1                         | Stensättning                     |              | Fröjel, Gotland     |       | 57.341406, 18.287710 | 12000000010393 | Ladda upp en bild av detta fornminne      |
| Fröjel 229:1                         | Stensättning                     |              | Fröjel, Gotland     |       | 57.348477, 18.239800 | 12000000010289 | Ladda upp en bild av detta fornminne      |
| Fröjel 234:1                         | Husgrund, förhistorisk/medeltida |              | Fröjel, Gotland     |       | 57.331903, 18.185383 | 12000000010162 | Ladda upp en bild av detta fornminne      |
| Fröjel 236:1                         | Stensättning                     |              | Fröjel, Gotland     |       | 57.364205, 18.205242 | 12000000010196 | Ladda upp en bild av detta fornminne      |
| Fröjel 236:2                         | Stensättning                     |              | Fröjel, Gotland     |       | 57.364126, 18.205269 | 12000000010193 | Ladda upp en bild av detta fornminne      |
| Fröjel 237:1                         | Stensättning                     |              | Fröjel, Gotland     |       | 57.359815, 18.181759 | 12000000010186 | Ladda upp en bild av detta fornminne      |
| Klinte 39:1                          | Röse                             |              | Fröjel, Gotland     |       | 57.361510, 18.244765 | 10094100390001 | Ladda upp en bild av detta fornminne      |
| Klinte 39:2                          | Stensättning                     |              | Fröjel, Gotland     |       | 57.361445, 18.244734 | 10094100390002 | Ladda upp en bild av detta fornminne      |